# Les Ternes
 Les Ternes  es una población y comuna francesa, situada en la región de Auvernia, departamento de Cantal, en el distrito de Saint-Flour y cantón de Saint-Flour-Sud.

## Demografía
| 509 | 459 | 428 | 425 | 450 | 455 |
| Para los censos de 1962 a 1999 la población legal corresponde a la población sin duplicidades (Fuente: INSEE [Consultar]) |     |     |     |     |     |